# Глигорешти (Алба)
Глигорешти (рум. Gligorești) насеље је у Румунији у округу Алба у општини Видра. Oпштина се налази на надморској висини од 964 m.

## Становништво
Према подацима из 2002. године у насељу је живело 25 становника, од којих су сви румунске националности.